# FFH-Gebiet Gammellunder See
Das FFH-Gebiet Gammellunder See ist ein NATURA 2000 Schutzgebiet in Schleswig-Holstein im Kreis Schleswig-Flensburg in den Gemeinden Jübek, Bollingstedt und Lürschau am Nordrand des Jübeker Ortsteils Friedrichsau im Dreieck der Kreisstraße K40, der Landesstraße L28 und der Bundesautobahn A7. Das FFH-Gebiet liegt in der Landschaft Schleswiger Vorgeest. Es hat eine Fläche von 36 ha und besteht zu 90 % aus Wasserfläche, siehe Diagramm 1. Die größte Ausdehnung liegt in nordwestlicher Richtung und beträgt ca. 800 m. Der höchste Punkt mit 18 m liegt an der Südspitze, der niedrigste bei einem mittleren Seewasserspiegel von 16 m.

## FFH-Gebietsgeschichte und Naturschutzumgebung
Der NATURA 2000-Standard-Datenbogen für dieses FFH-Gebiet wurde im Mai 2004 vom Landesamt für Landwirtschaft, Umwelt und ländliche Räume (LLUR) des Landes Schleswig-Holstein erstellt, im September 2004 als Gebiet von gemeinschaftlicher Bedeutung (GGB) vorgeschlagen, im November 2007 von der EU als GGB bestätigt und im Januar 2010 national nach § 32 Absatz 2 bis 4 BNatSchG in Verbindung mit § 23 LNatSchG als besonderes Erhaltungsgebiet (BEG) bestätigt. Das FFH-Gebiet beherbergt zugleich eine Reihe von gesetzlich geschützten Biotopen. Am Westrand befinden sich am Ende des Moorwegs drei künstlich angelegte Kleingewässer in einem Anmoor und am Südrand am Ende des Seewegs ist eine Badestelle mit Liegewiese, Schutzhütte und Parkmöglichkeit. Der Seeweg ist ein Wirtschaftsweg, der entlang des Westufers des Sees verläuft. Am See gibt es keinerlei Hinweise auf den Status als NATURA 2000-Gebiet. Das Wassereinzugsgebiet des Gammellunder Sees liegt östlich bis in das FFH-Gebiet Idstedtweger Geestlandschaft. Der See gehört zur Flussgebietseinheit Eider und entleert sich nach Westen über das Fließgewässer Jübek, Treene und Eider schließlich in die Nordsee. Die Betreuung dieses FFH-Gebietes nach § 20 LNatSchG wurde im Jahre 2012 durch das LLUR mit dem Förderverein Mittlere Treene e.V. für drei Jahre mit der Möglichkeit einer Verlängerung für weitere sechs Jahre vereinbart. Allerdings ist in der aktuellen Betreuerliste des LLUR vom Dezember 2019 das FFH-Febiet „Gammelunder See“ nicht mehr aufgeführt.

## FFH-Erhaltungsgegenstand

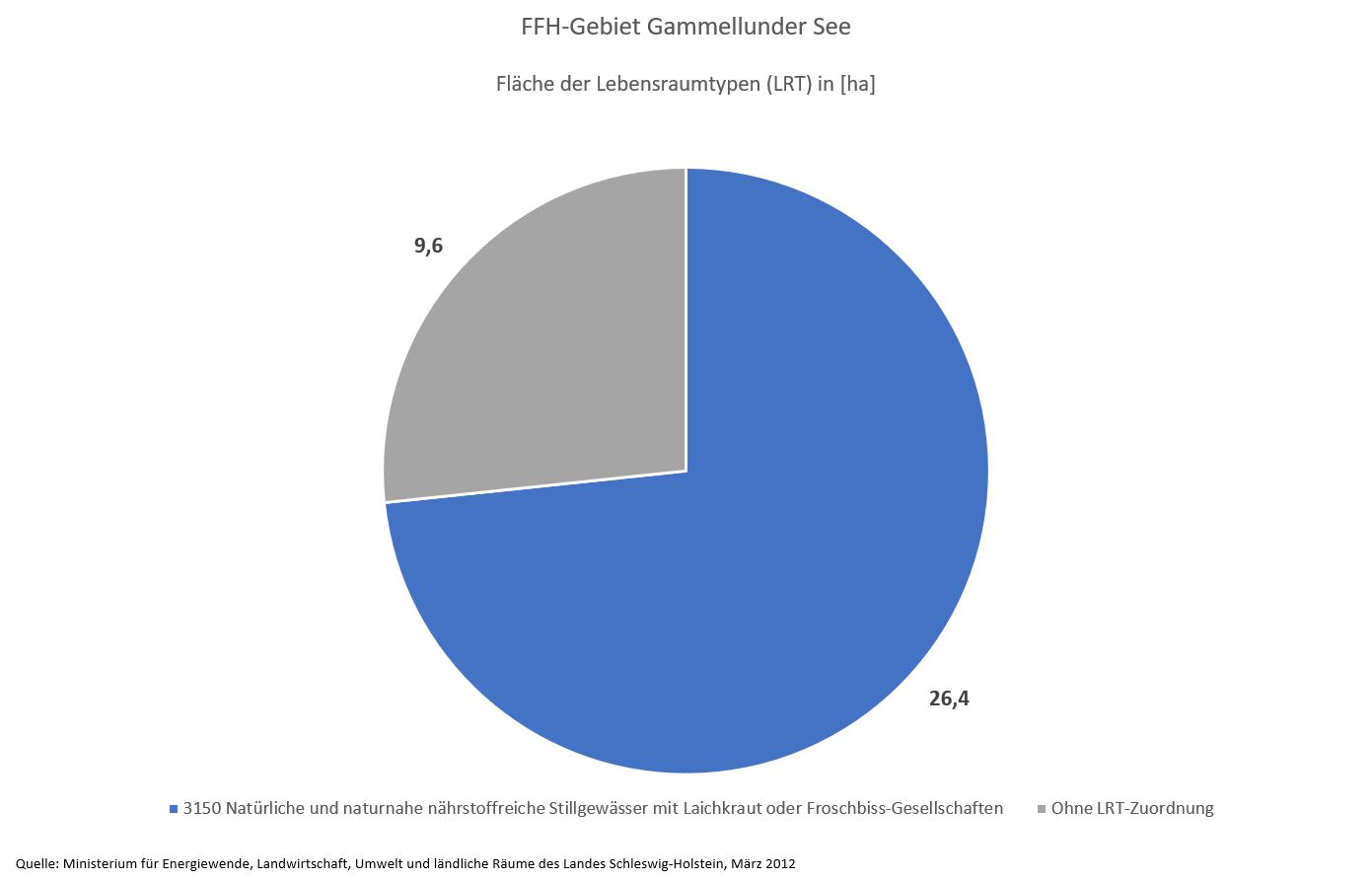
Diagramm 2

Als einziger Lebensraumtyp nach Anhang I FFH-Richtlinie wurde der EU-Umweltbehörde laut aktuellem Standard-Datenbogen im März 2012 gemeldet, siehe Diagramm 2:
- 3150 Natürliche und naturnahe nährstoffreiche Stillgewässer mit Laichkraut oder Froschbiss-Gesellschaften (Gesamtbeurteilung B)[12]

Der Erhaltungsgegenstand wurde in der Gesamtbewertung mit der Note B (guter Wert) beurteilt. Die Flächenangabe entstammt der 1. Folgekartierung von 2010.

## FFH-Erhaltungsziele
Als Lebensraumtyp von Bedeutung wurde von den gemeldeten FFH-Erhaltungsgegenständen und Arten folgende als FFH-Erhaltungsziele erklärt:
- 3150 Natürliche und naturnahe nährstoffreiche Stillgewässer mit Laichkraut oder Froschbiss-Gesellschaften

## FFH-Analyse und Bewertung

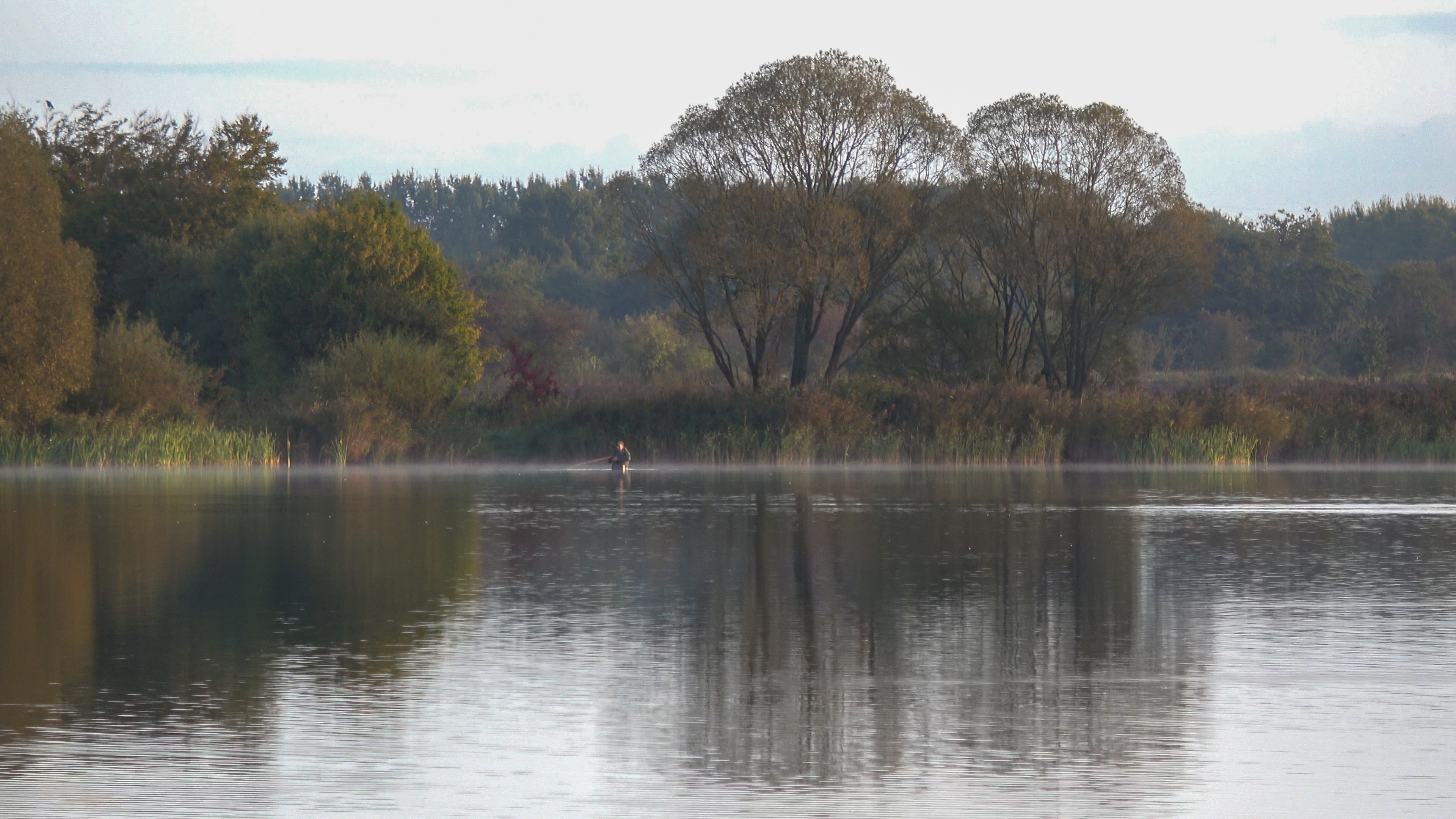
Angelsportler am Gammellunder See

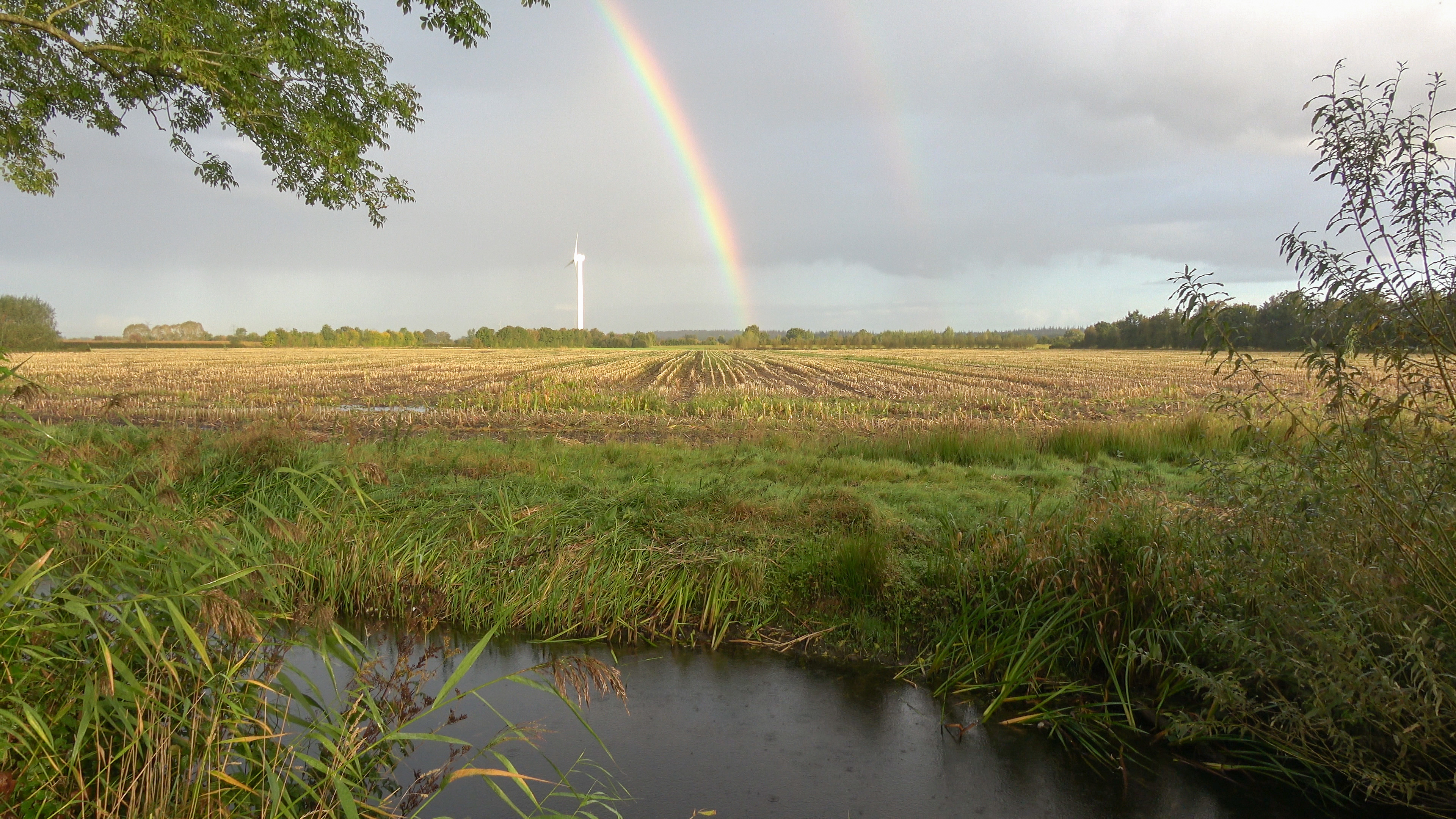
Abgeerntetes Maisfeld

Das Kapitel Analyse und Bewertung beschäftigt sich unter anderem mit der Hydrologie und den aktuellen Gegebenheiten des FFH-Gebietes. Das FFH-Gebiet ist zu 100 % in privater Hand. Der See wird vom Angelsportverein ASV Schleswig von 1932 e.V. ganzflächig genutzt. Der Verein verpflichtete sich in einer freiwilligen Vereinbarung zu einer möglichst schonenden Nutzung des Gewässers. Für den See wurde zwischen dem Landessportfischerverband Schleswig-Holstein e. V. und dem Ministerium für Landwirtschaft, Umwelt und ländliche Räume des Landes Schleswig-Holstein eine freiwillige Vereinbarung über das Verhalten in NATURA 2000-Gebieten geschlossen. Im Rahmen des Gebietsmanagements wurden die bestehenden Nutzungen in einer Karte festgehalten. Sie gilt als Grundlage für die Durchsetzung des Verschlechterungsverbotes im FFH-Gebiet. Das Gebiet ist umgeben von intensiv bewirtschafteten Äckern und Grünland. Dieses reicht teilweise bis an das Seeufer heran. Die bereits nach 50 cm eintretende Trübung des Wassers deutet auf eine starke Eutrophierung hin. Überdüngung von Stillgewässern führt zu verstärkter Produktion von Biomasse und schließlich zur Verlandung. Dem kann man durch Anlage von extensiv genutzten Randstreifen um den See begegnen. Dies bedeutet Nutzungsverzicht, kostet somit Geld und setzt das Einverständnis der Eigentümer der Flächen voraus. Ohne finanzielle Zuschüsse der öffentlichen Hand wird dies nicht geschehen. Nährstoffeinträge durch Winderosion sind schwerer zu vermeiden. Dies wäre nur durch Aufforstung oder Anlage zusätzlicher Knicks zu erlangen.

## FFH-Maßnahmenkatalog
Aus der Analyse und Bewertung wurde ein Maßnahmenkatalog und eine Maßnahmenkarte erarbeitet. Am Nordufer soll ein Weidengebüsch-Saum mit anschließendem breiten Streifen extensiver Nutzung angelegt werden. Am Ost- und Südrand soll ein Verlandungszonengürtel mit extensiver Beweidung entstehen. Am Westufer soll der bestehende Wald sich zu einem Bruchwald entwickeln, dem ein Schilfstreifen vorgelagert ist. Der größte Zufluss Rubek soll kurz vor dem Eintritt in den See ein Klärbecken durchlaufen, um Nährstoffe heraus zu filtern.

## FFH-Erfolgskontrolle und Monitoring der Maßnahmen
In Schleswig-Holstein wird alle sechs Jahre stichprobenartig die Umsetzung der Maßnahmen überprüft. Die Erstkartierung des FFH-Gebietes wurde im Jahre 2005 durchgeführt. Eine Folgekartierung der Lebensraum- und Biotoptypen fand in den Jahren 2007 bis 2012 statt. Im Jahre 2011 wurde hierüber ein erster Monitoringbericht, sowie eine Biotop- und eine Lebensraumtypenkarte erstellt. In dem Zeitraum von 2005 bis 2010 hat sich der Anteil der Ackerfläche zu Ungunsten der ökologisch günstigeren Grünflächen mehr als verdreifacht. Die neuen Flächen wurden vorwiegend für den Maisanbau zur Versorgung der steigenden Anzahl von Biogasanlagen im Raum Schleswig genutzt. Im Jahre 2015 beauftragte das Landesamt für Landwirtschaft, Umwelt und ländliche Räume des Landes Schleswig-Holstein das biota - Institut für ökologische Forschung und Planung GmbH mit dem Monitoring mehrerer Schleswig-Holsteinischer Seen zur Lage der Makrophyten und des Phytobenthos in Bezug auf die Beurteilung gemäß Wasserrahmen- und FFH-Richtlinie; darunter auch den Gammellunder See. Im Wesentlichen wurden die Ergebnisse der beiden Vorkartierungen bestätigt. Allerdings hat sich nach Ansicht des Aufragsnehmers im Vergleich zur Zweitkartierung 2009 sowohl die Wasserqualität gemäß Wasserrahmenrichtlinie von mäßig auf unbefriedigend, als auch der Erhaltungszustand des einzigen FFH-Lebensraumtyps von B (gut) auf C (mittel bis schlecht) verschlechtert. Von den im Maßnahmenkatalog des Managementplanes enthaltenen Maßnahmen sind bis September 2020 keine sichtbar umgesetzt. Von einer Verringerung der intensiven Nutzung in den dafür vorgesehenen Flächen ist wenig zu erkennen und ein Sedimentationsbecken für die Rubek ist ebenfalls nicht gebaut worden.

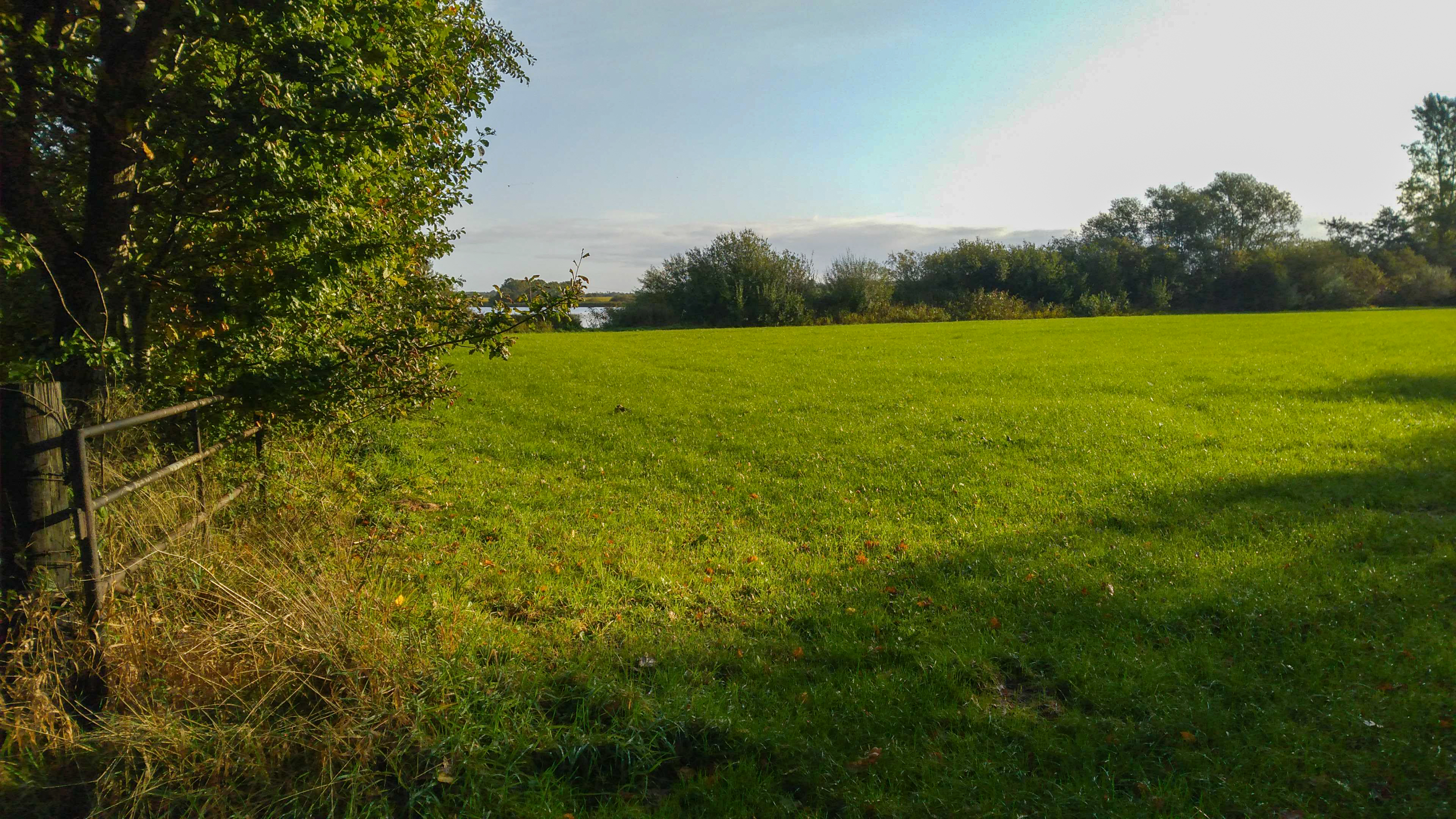
Intensiv genutztes Grünland am Gammellunder See
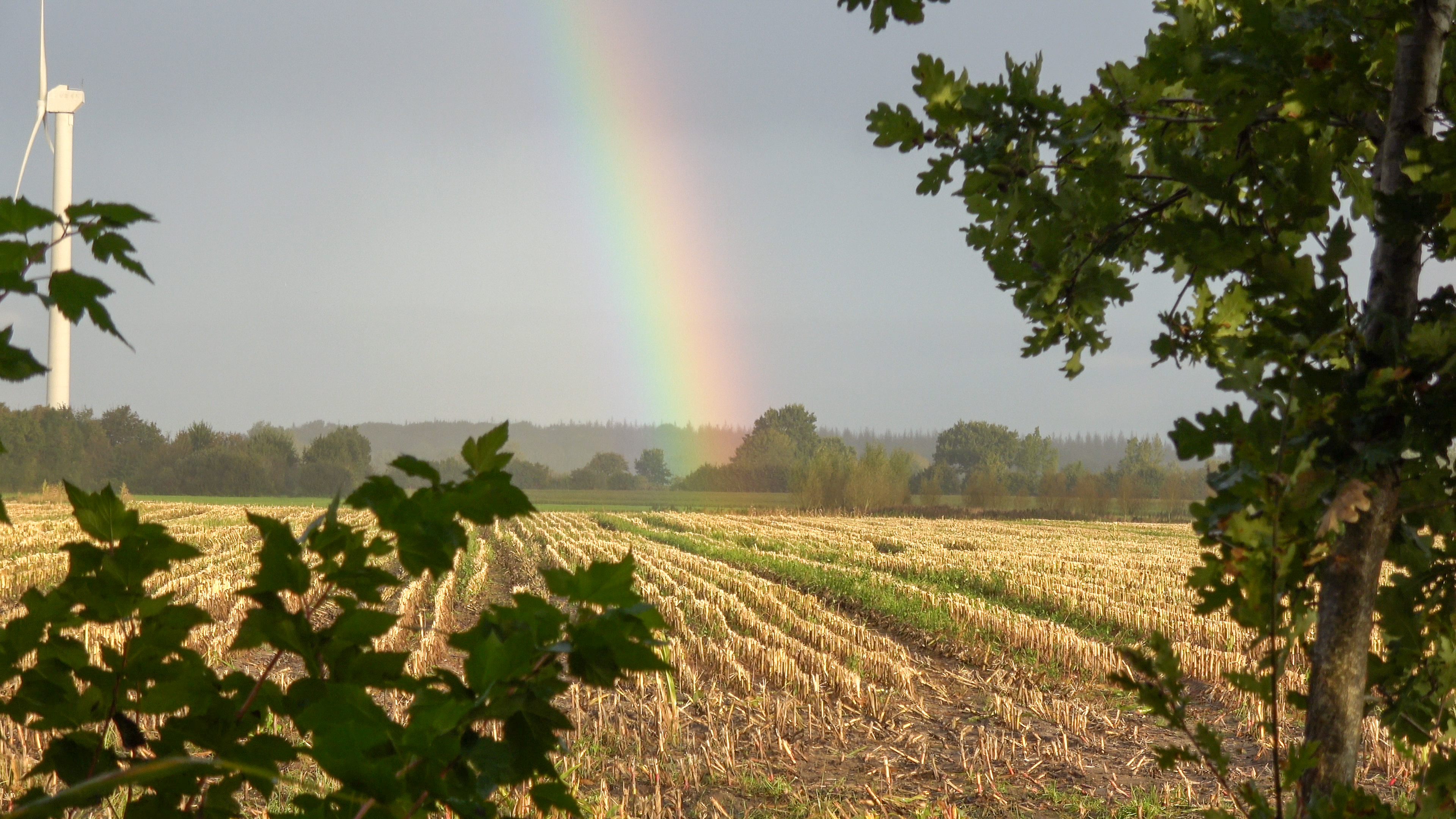
Maisfeld nach der Ernte am Nordrand des Gammellunder Sees
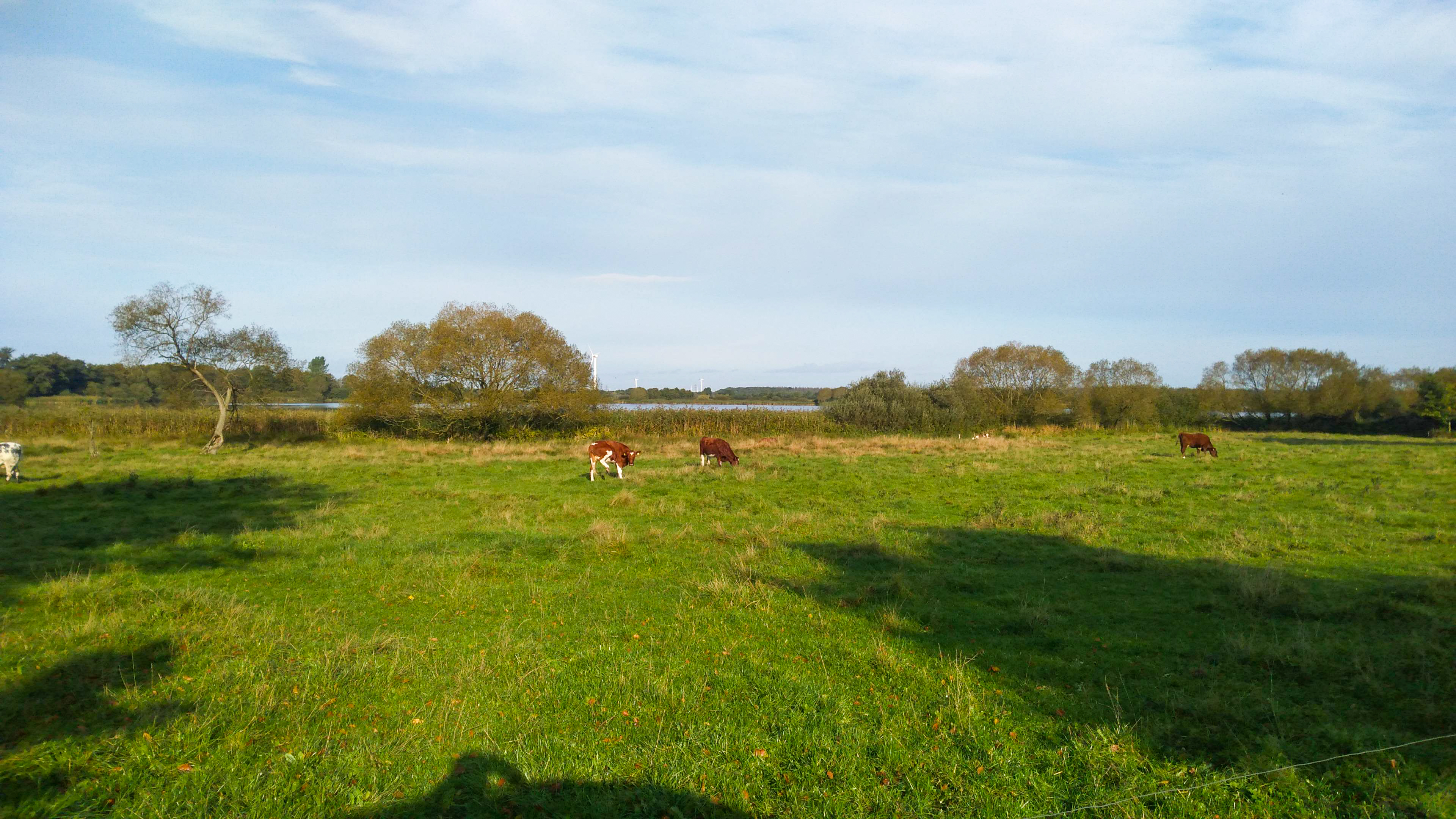
Intensiv genutztes Grünland am Ostrand des Gammellunder Sees
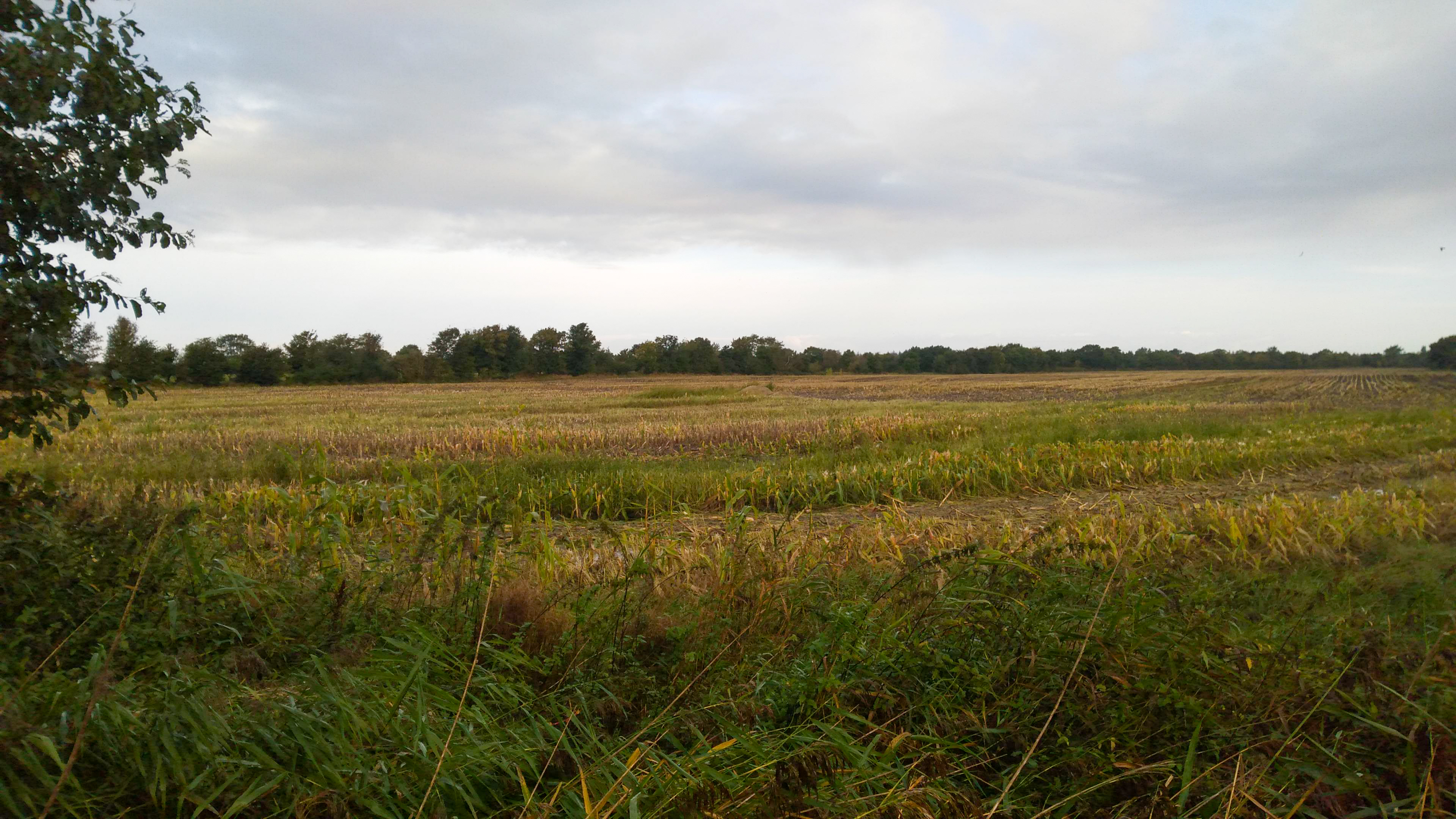
Abgeerntetes Maisfeld am Nordrand des Gammellunder Sees